# Senés
Senés es un municipio español de la provincia de Almería (Andalucía). En el año 2020 contaba con 289 habitantes  habituales. Su extensión superficial es de 50 km² y tiene una densidad de 5,78 hab/km². Sus coordenadas geográficas son 37° 12′ N, 2° 20′ O. Se encuentra situada a una altitud de 995 metros y a 50 kilómetros de la capital de provincia, Almería.

## Toponimia
Procede de la raíz íbera zen-aiz, que significa peña de los muertos, aunque con esta referencia puede aludir a enterramiento o cementerio en alusión a los megalitos de enterramientos prehistóricos hallados en la zona de Senés. A partir del siglo XII aparece en fuentes árabes como ḥiṣn Šanaš.

## Geografía física
Se encuentra el la vertiente sur de la Sierra de los Filabres y limita con los municipios de Tahal, Velefique y Tabernas.

### Riesgos naturales
El municipio de Senés cuenta con un PTEL que cumple con la Ley 5/2010 sobre autonomía local.

## Naturaleza
Cuenta con el área recreativa Paraje de la Fuente con en el entorno de los antiguos lavaderos. Forma parte del sendero de gran recorrido GR-244 llamado Pueblos del Interior de Almería. Además se pueden realizar varias rutas de senderismo, entre ellas una ruta de senderismo circular señalizada de 5km de recorrido y en febrero se celebra una jornada dentro de la Ruta del Almendro en Flor Filabres-Alhamilla.

## Historia

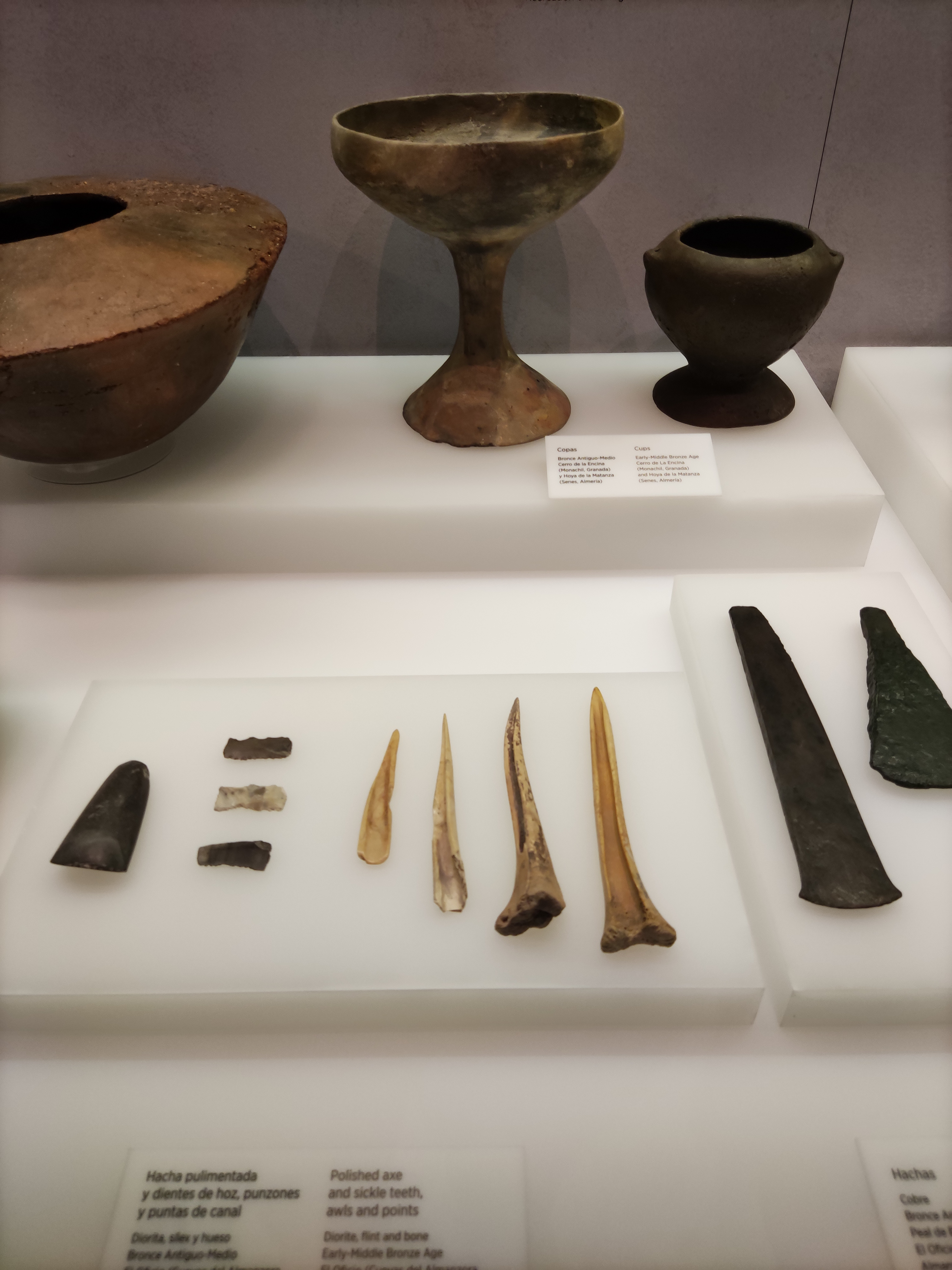
Segundo término a la derecha: copa de arcilla del bronce antiguo - medio, cultura del argar. Hoya de la Matanza. Museo Arqueológico Nacional.

Senés se encuentra poblada desde la prehistoria, como atestiguan las diferentes estructuras megalíticas de enterramiento halladas en Cortijada de Avellaneda, 20 en Los Nudos y 20 en frente en Sierra Bermeja, 8 en Las Umbrías y Los Morrones, 6 de Collado del Rayo de las que se en la mayoría se conserva diferentes elementos de la estructura y presentan figuras trapezoidales o rectangulares. Además, ha hallado el poblado de la Edad de Bronce de la Hoya de la Matanza, en la ladera de un cerro elevado.
El poblamiento continúa en época de la hispania romana, de la que se han encontrado algunos hallazgos relevantes. Del legado andalusí medieval se observan bancales para cultivar salvando el desnivel del terreno y el uso de construcciones hidráulicas como minas, aljibes, acequias, atanores. Además, el núcleo urbano muestra una trama escalonada y adaptada a la topografía del terreno con la pizarra como elemento constructivo para muros y cubiertas al igual que en los pueblos de Olula de Castro y Castro de Filabres. De siglo XII al data el castillo medieval de El Castillico se Senés, de grandes dimensiones sobre un cerro, fortificado y con 10 torres. Fue promovido por Abu Ishaq ibn al-Hayy de Velefique, junto con otras fortalezas y construcciones de la Sierra de Los Filabres como las de Castro, Velefique y Chercos. Durante la época de dominio musulmán, la economía del área de Senés se basaba en una pequeña vega con cultivos en regadío y en la extracción de la seda, además de existir una incipiente industria minera.
Con el fin de la Guerra de Granada los Reyes Católicos conceden la villas de Senés y Velefique a Juan Téllez Girón, II conde de Ureña que las enajena principios del siglo XVI, cediendo la de Senés a Enrique Enríquez de Quiñones familiar del Rey Fernando. Éste unirá sus señoríos de la Sierra de Los Filabres y sus propios señoríos a la jurisdicción de Baza dándole el nombre de llamada Casa y Estado de Baza.

## Geografía humana

### Organización territorial
Además de la cabecera municipal, Senés cuenta también con otras dos entidades de población según el nomenclátor publicado por el Instituto Nacional de Estadística: Moratón y Nudos.

### Demografía
Cuenta con una población de 278 habitantes (INE 2024).
| Gráfica de evolución demográfica de Senés entre 1842 y 2021                                                           |
| |
| Población de derecho según los censos de población del INE. Población de hecho según los censos de población del INE. |

### Economía
El sector productivo de relevancia es la agricultura. Principalmente el cultivo de olivar y de almendro.

#### Evolución de la deuda viva municipal
| Gráfica de evolución de Deuda viva del Ayuntamiento de Senés entre 2008 y 2019                                |
| |
| Deuda viva del Ayuntamiento de Senés en miles de Euros según datos del Ministerio de Hacienda y Ad. Públicas. |

## Política
| Periodo   | Nombre                                                        | Partido |
| --------- | ------------------------------------------------------------- | ------- |
| 1979-1983 | María Villalpando Nieto                                       | UCD     |
| 1983-1987 | José Sola Arenas                                              | AP      |
| 1987-1991 | José Hernández Carrasco                                       | AIDA    |
| 1991-1995 | José Hernández Carrasco                                       | PSOE    |
| 1995-1999 | José Hernández Carrasco (1995-1997) Antonio Manuel López Sáez | PSOE    |
| 1999-2003 | Antonio Manuel López Sáez                                     | PSOE    |
| 2003-2007 | Francisco Javier Sola Golbano                                 | GIAL    |
| 2007-2011 | Francisco Javier Sola Golbano                                 | GIAL    |
| 2011-2015 | Francisco Javier Sola Golbano                                 | PP      |
| 2015-2019 | Francisco Javier Sola Golbano                                 | PP      |
| 2019-2023 | Francisco Javier Sola Golbano                                 | PP      |
| 2023-act. | Francisco Javier Sola Golbano                                 | PP      |

## Servicios públicos
Cuenta con una biblioteca municipal y con un consultorio del Servicio Andaluz de Salud (2016). También con un colegio público rural.

## Cultura
- Despoblado de Cuesta Roca, ubicado al suroeste del núcleo principal, y en el que se han encontrado restos de joyas en diversas excavaciones arqueológicas.[18]

### Bienes inmuebles protegidos
- Ver catálogo

Además, cuenta con un Centro de Interpretación de Moros y Cristianos.

### Patrimonio cultural inmaterial
Son célebres las fiestas de Moros y Cristianos que se celebran durante las fiestas patronales del en honor al El Divino Rostro en primera quincena de agosto